# 鲁尔区
鲁尔区（德語：Ruhrgebiet）， 是位于德国西部北莱茵-威斯特法伦境內的城市群，它拥有580万人口和4435平方公里的面积。他是莱茵-鲁尔城市群的一部分，整个城市群一共拥有超过1000万的人口和将近10000平方公里的面积。区内人口和城市密集，人口达580万，占全国人口的9％，核心地区人口密度超过每平方公里2700人；区内5万人口以上的城市24个，其中埃森、多特蒙德和杜伊斯堡人口均超过50万。鲁尔区南部的鲁尔河与埃姆舍河之间的地区，工厂、住宅和稠密的交通网交织在一起，形成连片的城市带萊茵-魯爾 。
鲁尔区是典型的传统工业地域，被称为“德国工业的心脏”。它地处欧洲的十字路口，又在欧洲经济最发达的区域内，临近法国、荷兰、比利时、丹麦、瑞典等国的工业区。

## 历史

### 兴起与发展

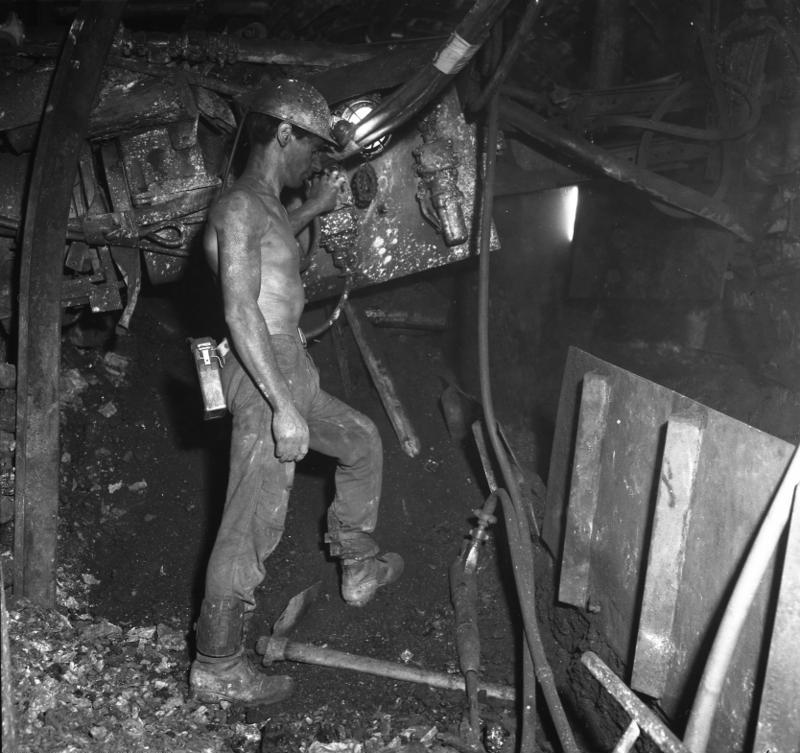
20世纪50年代鲁尔区某工厂内部。

位于埃森的关税同盟煤矿工业建筑群, 在2001年被联合国教科文组织指定为世界遗产。

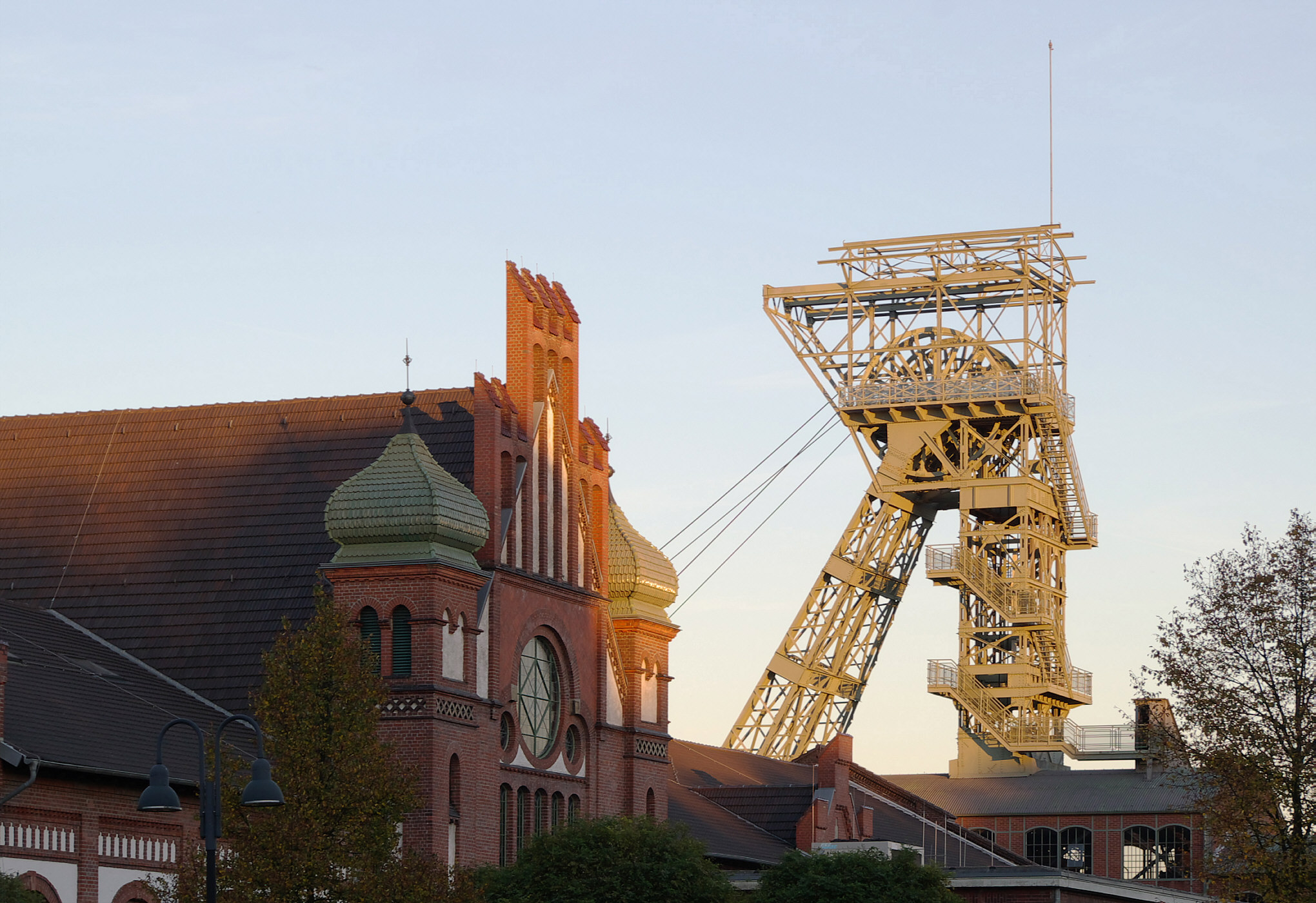
卓轮煤矿（Zeche Zollern），位于多特蒙德市。

鲁尔区自古处于东西欧往来的“圣路”地带，也是北欧通向中欧、南欧的捷径，是欧洲的十字路口。在近代资本主义发展中，鲁尔区又位于欧洲经济最发达的“金三角”内：西边与法、荷、比、卢的工业区呼应；北边与丹麦以及瑞典南部工业区相距不远；东北、南面又邻近德国下萨克森州的济重心区汉诺威—沃尔夫斯堡—扎耳茨吉待三角工业区和莱茵河下游以科隆—杜塞尔多夫为中心的工业区。
19世纪上半叶，鲁尔区开始大规模开采煤矿和生产钢铁，迅速发展成为世界上最著名的重工业区和最大的传统工业地域。随着鲁尔区的繁荣，这里出现了欧洲历史最悠久的城镇集聚区，形成了多特蒙德、埃森、杜伊斯堡等著名的工业城市。二次大战时期，鲁尔区的重工业资源发挥了重要的作用，是纳粹德国发动战争的物质基础。战后，鲁尔区又在西德经济恢复和经济起飞中发挥过重大作用，工业产值曾占全国的40％。
二次大战后，由于石油消费量逐渐增加，鲁尔区的炼油业和石油化工工业也迅速发展起来。70年代以后，电气、电子工业有了很大发展。鲁尔区生产德国80％的硬煤，90％的焦炭，集中了全国钢铁生产能力的2/3，电力、硫酸、合成橡胶、炼油能力、军事工业等均在全国居重要地位。
然而，鲁尔区的工业在快速发展的同时带来了严重的环境污染。德国作家Heinrich Boll在1958年时这样形容鲁尔区：
|  | 比比皆是的焦炭工厂不断冒著黑烟，铸造厂也不停排出紅褐色的污水，还有飄浮在空气中的悬浮粒子，使得戶外一切東西都蒙上一层黑灰。洁白的衣物穿出門去，不一會兒便成为灰色。紅瓦白墙，綠草如茵的家园，更是遙不可及的梦想。而沿岸化學工厂林立的萊因河，更有如一道被六万多种不同化学药品調成的鸡尾酒。 |

### 衰落
鲁尔区的工业生产长期局限于煤炭、电力、钢铁、机械、化工等传统工业部门。二次大战后，鲁尔区传统的工业部门和工业生产方式已不适应社会的发展。
20世纪50年代后，煤炭在世界能源消费构成中的比重逐渐降低。技术的发展使炼钢的耗煤量逐渐降低，鲁尔区的煤炭产量由此逐步减少。同时，世界钢铁生产国和出口国越来越多，钢铁市场竞争日趋激烈。20世纪70年代的全球经济危机和钢铁替代产品的广泛应用又令到世界钢铁市场需求急剧减少。鲁尔区经济衰退，一些大型煤钢联合企业关闭，工人失业。此外，重化工业集聚带来的环境污染、用地紧张、交通拥挤等问题，迫使许多企业的经济活动向德国南部转移，也使鲁尔区的工业发展难以为继。

### 振兴

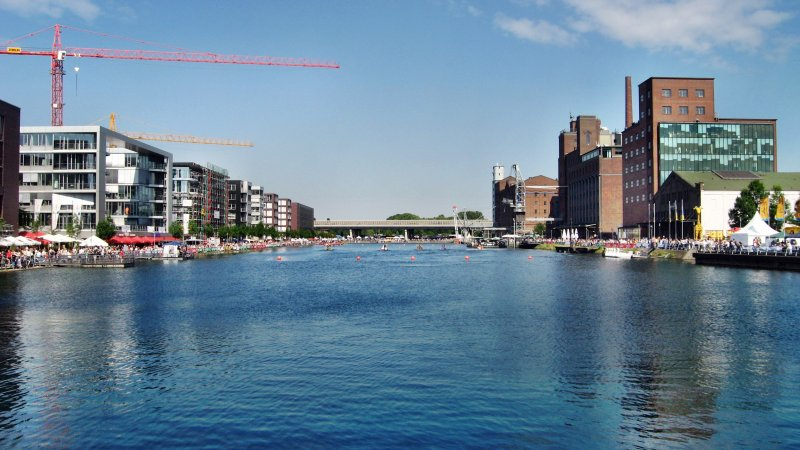
2010年拍摄的鲁尔区杜伊斯堡内港。鲁尔区的环境现已修复一新

20世纪60年代，鲁尔区开始进行调整工业结构与布局，发展第三产业和优化生态环境等方面的综合整治。
鲁尔区的变革经历了一个曲折而漫长的过程，其转型大致分为3个阶段： 
- 第一阶段为上世纪60年代。采取的主要措施有：制订调整产业结构的指导方案，通过提供优惠政策和财政补贴对传统产业进行清理改造，并投入大量资金来改善当地的交通基础设施、兴建和扩建高校和科研机构、集中整治土地，为下一步的发展奠定基础。
- 第二阶段为70年代。在继续加大第一阶段改善基础设施和矿冶工业现代化的同时，重点通过提供经济和技术方面的援助，逐步在当地发展新兴产业，以掌握结构调整的主动权。
- 第三阶段为80年代至今。德国联邦和各级地方政府充分发挥鲁尔区内不同地区的区域优势，形成各具特色的优势行业，实现产业结构的多样化。

经过综合整治，鲁尔区经济结构趋于协调，工业布局趋于合理，经济由衰落转向繁荣，改变了重工业区环境污染严重的局面，成为环境优美地区。鲁尔工业区的振兴计划为全世界的旧工业区改造提供了范本。它的策略不是废旧立新，而是旧物再利用。通过改变原有建筑、设施及场地的功能，既再现了工业区的历史，又为人们提供了文化、娱乐生活的园地。整个鲁尔工业区已变成了一个博物馆和休闲区。经过多年的不断调整与改造，鲁尔区早已不是一个衰落的工业区，而恰恰相反正保持继续发展的势头，取得了举世瞩目的成绩，也是资源型城市成功改造转型的经典案例。

### 存在的问题
鲁尔区的改造虽获得巨大成功，但也存在一些问题：虽然工业结构向多元化转变，但该地区产业中的很大部分仍然依赖传统产业部门。另外，结构调整花了近30年，维持经济稳定造成了巨大的经济负担，而这一负担的很大部分由德国政府承担。保护传统产业的政策直到后来才放弃。20世纪70年代在鲁尔地区建立起来的高等教育机构和研发机构提供了巨大的人力资本和技术知识，在工业转型中发挥着重要的作用，但当地产业无法全部吸纳这些人才。

## 地理
鲁尔区不是统一的自然区域，由於复杂的历史，鲁尔区的發展並不像柏林或者巴黎以核心城市为中心，經快速发展而向外圍扩大城市范围，即與单一中心移民区不同，相反的鲁尔区在19世紀德國工業化時期各城市就都已各自独立成长。魯爾區自1980年代結束工業生產任務後，致力將工業地景改造為休閒、娛樂、展覽、教育等設施用途，復原自然環境，世界四大工業設計獎「紅點」也於埃森的關稅同盟12號礦區園設置設計中心，2010年以主要城市埃森為主的魯爾區，獲選為歐洲文化首都，這也是首次由一處地區而非一個城市獲得本項稱號。
鲁尔区因莱茵河的支流鲁尔河蜿蜒穿过而得名。它属于北莱茵-威斯特法伦州行政区划内，位于德国西部、莱茵河下游，鲁尔河与利珀河之间。通常将鲁尔煤管区规划协会所管辖的地区，作为鲁尔区的地域界限，其面积为4593平方公里，占德国国土面积的1.3％。

### 区位优势
独特的地理位置所拥有的区位优势是鲁尔区得以发展的重要因素。在被大规模开采之前，鲁尔区有着丰富的煤炭资源。当地煤炭地质储量为2190亿吨，占德国总储量的3/4，其中经济可采储量约220亿吨，占德国90％。
鲁尔区的水陆交通十分便利。区内有莱茵河、鲁尔河、利珀河和埃姆斯河的4条运河网，总长达425公里，有大小河港74个，河道与港口均已标准化，可通行1350吨的欧洲标准货轮。所以，虽然鲁尔区地处内陆，但由于它有着方便的水运条件，特别是莱茵河通海航运，使得它与沿海地区同样具有廉价运费条件。鲁尔区内公路和高速公路四通八达，是区内及其它工业区联系的纽带，从德国西部通往柏林和荷兰的高速公路均从区内通过。鲁尔区公路汽车行驶的密度为全国平均密度的一倍。

## 区划
今天的鲁尔区指的是Regionalverbands Ruhr(RVR)。由城市波鸿（Bochum）、博特罗普（Bottrop）、多特蒙德（Dortmund）、杜伊斯堡（Duisburg）、埃森（Essen）、盖尔森基兴（Gelsenkirchen）、哈根（Hagen）、哈姆（Hamm）、黑爾訥（Herne）、米爾海姆（Mülheim）、奥伯豪森（Oberhausen）以及雷克灵豪森县（die Kreise Recklinghausen）、翁纳县（Unna）、韦瑟尔（Wesel）和恩讷珀-鲁尔县（Ennepe-Ruhr-Kreis）组成。

## 资料来源
1. ↑   (PDF).   [2012-07-17]. （原始内容存档 (PDF)于2010-12-15）.
2. 1 2 3 4 5 6  人民教育出版社. . 2009年4月版. ISBN 978-7-107-20274-2 （中文（简体））.
3. 1 2 3  山东国际商务网. . 2009-12-24  [2012-07-17]. （原始内容存档于2015-06-29） （中文（简体））.
4. ↑  人民网. . 2010-07-19. （原始内容存档于2011-12-19） （中文（简体））.

- Gerd Willamowski, Dieter Nellen, Manfred Bourrée: Ruhrstadt. Die andere Metropole. Klartext Verlag, Essen 2002, ISBN 978-3-88474-895-4
- Gerd Willamowski, Manfred Schüller: Der Pott kocht. Pomp, Essen 2001, ISBN 978-3-89355-221-4
- Günter Drozdzewski, Vera Mügge, Volker Wrede: Von Korallenriffen, Schachtelhalmen und dem Alten Mann. Klartext, Essen 2005, ISBN 978-3-89861-439-9
- Wilhelm und Gertrude Hermann: Die Blauen Bücher, Die alten Zechen an der Ruhr. Langewiesche 2000, ISBN 978-3-7845-6992-5
- Reinhard Felden, Axel Föhl: Das Ruhrgebiet. Ellert & Richter 2002, ISBN 978-3-8319-0030-5
- Nina Grontzki, Gerd Niewerth, Rolf Potthof: Als die Steine Feuer fingen. Klartext, Essen 2003, ISBN 978-3-89861-208-1
- Inge Zander, Ralph Lueger: Der Pott. Erlebnis Ruhrgebiet. Droste Regional 2001, ISBN 978-3-7700-1135-3
- Roland Günter: Im Tal der Könige. Ein Handbuch für Reisen zu Emscher, Rhein und Ruhr. Klartext, Essen 2004, ISBN 978-3-88474-044-6
- KVR: Das Ruhrgebiet packt aus. Bottrop 1996
- KVR/RVR: Standorte. Jahrbuch Ruhrgebiet. Essen 1995 ff.
- N.N.: Faszination Ruhrgebiet. Route der Industriekultur. Historisches Filmmaterial (89 min). Essen 2004 (DVD)
- Hermann Beckfeld (Hg.): "... der Boss spielt im Himmel weiter – Fußball-Geschichten aus dem Ruhrgebiet. Verlag Henselowsky Boschmann, Bottrop 2006. ISBN 978-3-922750-62-8

## 網址連結
- 中的“Ruhrgebiet”
- Website des Regionalverbands Ruhrgebiet （页面存档备份，存于）
- Regionalkunde Ruhrgebiet （页面存档备份，存于）
- Route Industriekultur Portuguese Web Archive的存檔，存档日期2016-01-09
- Umfangreiche Linksammlung der RUB
- Bibliothek des Ruhrgebiets （页面存档备份，存于）
- Literatur aus dem und über das Ruhrgebiet （页面存档备份，存于）
- Online-Magazin für das Ruhrgebiet （页面存档备份，存于）
- 2010歐洲文化首都:魯爾